# Nicobarentoepaja
De nicobarentoepaja (Tupaia nicobarica)  is een zoogdier uit de familie van de echte toepaja's (Tupaiidae). De wetenschappelijke naam van de soort werd voor het eerst geldig gepubliceerd door Johann Zelebor in 1869.

## Voorkomen
De soort komt voor in India, zoals de naam doet vermoeden alleen op de Nicobaren.